# Chronik in Stein
Chronik in Stein (Originaltitel: Kronikë në gur) ist ein Roman des albanischen Schriftstellers Ismail Kadare (1936–2024) aus dem Jahr 1971. Die deutsche Erstausgabe, übersetzt von Joachim Röhm, erschien 1988 im Residenz Verlag, Salzburg und Wien. Es gehört zu den berühmtesten Werken des international preisgekrönten Autors.

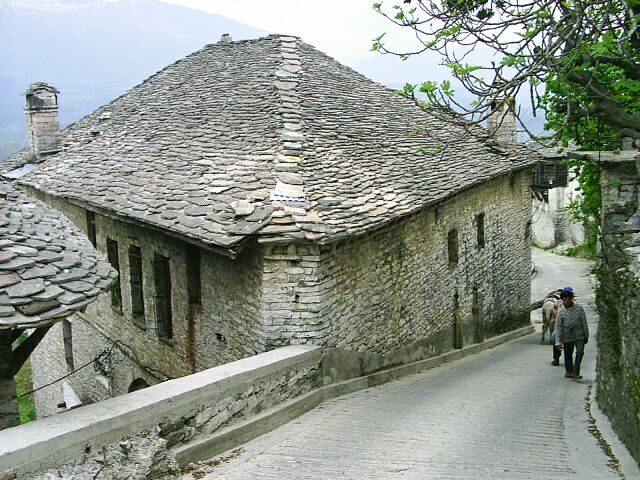
Chronik in Stein ist eine Ode an die Stadt Gjirokastra.

Das Buch gilt als „literarisches Denkmal“ (Elena Panagiotidis) an seine Heimatstadt Gjirokastra. Der Name der Stadt bleibt im Roman unerwähnt. Sie wird mit ihren burgähnlichen Wohnhäusern aus Stein, die am steilen Berghang erbaut sind, ausführlich beschrieben.

„Es war dies wirklich eine sehr seltsame Stadt. Man konnte auf einer Straße gehen und, wenn man wollte, den Arm ein wenig ausstrecken, um seine Mütze über die Spitze eines Minaretts zu stülpen. Vieles war schwer zu glauben, und vieles war wie im Traum.“

Daneben geht es aber auch um Kindheitserinnerungen. Der Roman ist „eine zutiefst persönliche Erzählung über Kindheit, Erinnerung und Identität“ (Buch Kurz). Der kindliche Protagonist versucht, den Irrsinn der Weltereignisse, die sich in seiner kleinen Welt teilweise in Absurditäten zeigt, zu begreifen.

## Handlung
Die Geschichte wird von einem namenlosen Ich-Erzähler erzählt, der mit seinen Eltern und seiner Großmutter in einem großen Steinhaus in Gjirokastra lebt. Es ist die Zeit des Griechisch-Italienischen Kriegs respektive des Zweiten Weltkrieges, und die Italiener halten die Stadt seit einiger Zeit besetzt. Der Junge schildert den Alltag in der Stadt und die Gespräche der Menschen um ihn herum, die er nicht immer versteht. Im Roman wird vom Leben des Erzählers, seiner Familie, Freunde, Nachbarn und Bekannten berichtet, die alle düstere Zeiten voraussehen.
Nachdem die Italiener zurückgeschlagen worden waren, ziehen griechische Soldaten in Gjirokastra ein. Dann wechselt die Herrschaft öfter, was aber für die Einwohner ohne Bedeutung ist. Die Stadt wird mehrmals aus der Luft angegriffen und die Einwohner sind so gut wie hilflos gegenüber den Bombardements. Menschen sterben und Häuser werden beschädigt. Die kleine Kanone auf der Stadtburg kann nicht viel zur Verteidigung ausrichten. Die ganze Stadtbevölkerung flieht für einige Tage ins Finstere der Burg.
Währenddessen blüht im Land Albanien der Kommunismus auf und Enver Hoxha findet viel Unterstützung unter der armen und vom Krieg stark geschwächten Bevölkerung. Auch in Gjirokastra beginnen so politisch motivierte Morde an Faschisten, und eine Tante des Erzählers wechselt zu den Partisanen.
Schon bald ziehen auch die Griechen ab, und die Armee der deutschen Nationalsozialisten beschießt über drei Stunden die Stadt. Der Erzähler ist unterdessen – wie die meisten Einwohner – mit seinen Eltern in ein Dorf geflüchtet und beobachtet die Zerstörung seiner Geburtsstadt aus der Ferne. Als sie wieder zurückkehren, bietet sich ihnen ein apokalyptisches Bild: Menschen liegen tot in den Straßen herum, zum Tode Verurteilte sind an Strommasten aufgehängt, die Häuser der Stadt sind zerstört. Aber das Leben in der Stadt beginnt wieder.

## Zitate
„Ich schaute den letzten Bauern nach, die gerade über die Brücke gingen, und dachte, wie merkwürdig doch die Einteilung der Menschen in Bauern und Städter war. Wie ist es wohl in den Dörfern? Wo sind sie, und warum sieht man sie nicht? In Wirklichkeit glaubte ich nicht an die Existenz von Dörfern. Es kam mir vor, als täten die sich entfernenden Bauern nur so, als gingen sie zu Dörfern, während sie in Wirklichkeit nirgendwo hingingen, sondern sich zerstreuten und dort hinter den flachen, strauchbewachsenen Hügeln rings um die Stadt verbargen, bis es dann nach einer Woche, am nächsten Markttag, wieder Zeit wurde, unsere Straßen mit Grün, Glocken, Klängen und Tau zu füllen.“

„Zu dieser Zeit häuften sich plötzlich die Besuche der alten Tuschelweiblein, was zu erwarten gewesen war. Anders als die greisen Weisen Frauen verließen die Tuschelweiblein stets ihre Häuser, insbesondere in unruhigen Zeiten. Die Tuschelweiblein unterschieden sich beträchtlich von den Weisen Frauen. Das Alter der Tuschelweiblein war mehr oder weniger bekannt, und es war weit weniger fortgeschritten als das der Weisen Frauen. Die Tuschelweiblein beschwerten sich über ihre Schwiegertöchter, während die Schwiegertöchter der Weisen Frauen schon lange tot waren. Ebenso klagten die Tuschelweiblein über Rheumatismus, Reißen und andere verdrießliche Gebrechen, wohingegen die Weisen Frauen nur das großartige Leiden der Blindheit kannten, über das sie sich niemals beklagten. Man konnte die Tuschelweiblein auf gar keinen Fall mit den Weisen Frauen vergleichen.“

„An einem dieser Morgen verschloß Mutter Pino sorgsam ihre Tür und trat auf die Straße. ‚Wohin geht es denn, Mutter Pino?‘ fragte Bido Sherifis Frau vom Fenster aus. ‚Zur Hochzeit.‘ ‚Zur Hochzeit? Wer heiratet denn in solchen Zeiten?‘ ‚Sie heiraten eben‘, erwiderte Mutter Pino. ‚Die Leute heiraten zu allen Zeiten.‘“

„Es hatte sich wirklich etwas Grauenvolles ereignet. Als sich die Partisanenkolonne dem Zentrum näherte, hatte Scheich Ibrahim, der auf das Minarett gestiegen war, um die Ankunft der Partisanen zu beobachten, plötzlich einen Nagel hervorgezogen und sich die Augen auszustechen versucht. Passanten, die hastig die Treppen hinaufgelaufen waren, hatten kaum vermocht, ihn hinunterzuführen, doch wütend und kräftig, wie er war, forderte er den Nagel zurück und brüllte mit heiserer Stimme: ‚Ich will den Kommunismus nicht sehen!‘ Nach vergeblichen Anstrengungen, ihn hinunterzuschaffen, hatten die Leute, die darum fürchten mußten, durch den Tobenden selbst vom Minarett gestürzt zu werden, sich schließlich nach unten zurückgezogen und den Mann, der sich die Augen ausstechen wollte, allein oben zurückgelassen. Scheich Ibrahim hing mit dem Oberkörper halb über die steinerne Brüstung, von der die Plattform des Muezzin umgeben war, und sang mit baumelnden Armen gellend eine alte religiöse Hymne.“

## Rezeption
„… die wunderbare Beschreibung einer vergessenen Provinz“

Thomas Kacza zufolge lasse der Roman sich auch als eine Hommage an den kommunistischen Diktator Enver Hoxha verstehen, der ebenfalls in Gjirokastra geboren wurde.
Arshi Pipa, ein Intellektueller der albanischen Diaspora, sah in dem Roman Anspielungen auf Enver Hoxhas Sexualität und eine Gleichsetzung von „rotem“ und „weißem“ Terror.
Karl-Markus Gauß von der Wiener Presse beschrieb den Roman als „ergreifend, den ich zu den schönsten Werken der neueren europäischen Literatur zähle“.

## Ausgaben
- Ismail Kadare: Chronik in Stein. S. Fischer Verlag, Frankfurt am Main 2012, ISBN 978-3-596-19178-9 (albanisch: Kronikë në gur. Übersetzt von Joachim Röhm).